# Бассетт, Билли
Уи́льям Айза́я Ба́ссетт (англ. William Isiah Bassett; 27 января 1869, Уэст-Бромидж — 8 апреля 1937, там же), более известный как Би́лли Ба́ссетт (англ. Billy Bassett) — английский футболист, правый крайний нападающий. Наиболее известен по выступлениям за клуб «Вест Бромвич Альбион» и за национальную сборную Англии.

## Игровая карьера
Был младшим из шести детей угольного торговца, ростом всего 1,65 м он — первый в списке «Легенд футбола». Уильяма Бассетта сначала считали слишком хилым для профессионального игрока, но будучи крайним нападающим в различных местных любительских командах, он со временем присоединился к «Вест Бромвич Альбион» в 1886 году. Бассетт сыграл в 261 играх Футбольной лиги, забил 61 гол. В составе сборной Англии он провёл 16 матчей (забив 8 голов), став одним из самых знаменитых игроков своего времени.
28 апреля 1894 Бассетт стал первым игроком «Вест Бромвич Альбион», который был наказан за то, что использовал «непарламентский язык» в товарищеском матче против «Миллуолл».
Последнее, 311-е появление Бассетта в составе «Вест Бромвич Альбион», произошло в последнем туре сезона 1898/99.

## Карьера в сборной

### Матчи за сборную Англии
| Матчи и голы Бассетта за сборную Англии | Матчи и голы Бассетта за сборную Англии | Матчи и голы Бассетта за сборную Англии | Матчи и голы Бассетта за сборную Англии | Матчи и голы Бассетта за сборную Англии | Матчи и голы Бассетта за сборную Англии |
| --------------------------------------- | --------------------------------------- | --------------------------------------- | --------------------------------------- | --------------------------------------- | --------------------------------------- |
| №                                       | Дата                                    | Соперник                                | Счёт                                    | Голы Бассетта                           | Соревнование                            |
| 1                                       | 7 апреля 1888                           | Ирландия                                | 5:1                                     | -                                       | Чемпионат Британии 1888                 |
| 2                                       | 23 февраля 1889                         | Уэльс                                   | 4:1                                     | 1                                       | Чемпионат Британии 1889                 |
| 3                                       | 13 апреля 1889                          | Шотландия                               | 2:3                                     | 2                                       | Чемпионат Британии 1889                 |
| 4                                       | 15 марта 1890                           | Уэльс                                   | 3:1                                     | -                                       | Чемпионат Британии 1890                 |
| 5                                       | 5 апреля 1890                           | Шотландия                               | 1:1                                     | -                                       | Чемпионат Британии 1890                 |
| 6                                       | 7 марта 1891                            | Ирландия                                | 6:1                                     | 1                                       | Чемпионат Британии 1891                 |
| 7                                       | 6 апреля 1891                           | Шотландия                               | 2:1                                     | -                                       | Чемпионат Британии 1891                 |
| 8                                       | 2 апреля 1892                           | Шотландия                               | 4:1                                     | -                                       | Чемпионат Британии 1892                 |
| 9                                       | 13 марта 1893                           | Уэльс                                   | 6:0                                     | 1                                       | Чемпионат Британии 1893                 |
| 10                                      | 1 апреля 1893                           | Шотландия                               | 5:2                                     | -                                       | Чемпионат Британии 1893                 |
| 11                                      | 7 апреля 1894                           | Шотландия                               | 2:2                                     | -                                       | Чемпионат Британии 1894                 |
| 12                                      | 9 марта 1895                            | Ирландия                                | 9:0                                     | 1                                       | Чемпионат Британии 1895                 |
| 13                                      | 6 апреля 1895                           | Шотландия                               | 3:0                                     | -                                       | Чемпионат Британии 1895                 |
| 14                                      | 7 марта 1896                            | Ирландия                                | 2:0                                     | -                                       | Чемпионат Британии 1896                 |
| 15                                      | 16 марта 1896                           | Уэльс                                   | 9:1                                     | 1                                       | Чемпионат Британии 1896                 |
| 16                                      | 4 апреля 1896                           | Шотландия                               | 1:2                                     | 1                                       | Чемпионат Британии 1896                 |

Итого: 16 матчей / 8 голов; 12 побед, 2 ничьи, 2 поражения.

## Директор и председатель
Бассетт стал директором «Вест Бромвич Альбион» в 1905 году, после отставки предыдущего руководства. Клуб был в глубокой финансовой яме, но Бассетт и председатель Гарри Кис, спасли клуб. Бассетт стал председателем в 1908 году и помог клубу избежать банкротства ещё раз в 1910 году, выплачивая летнюю заработную плату игроков из своего собственного кармана. Он оставался с «Вест Бромвичем» до самой смерти.
Деятельность Бассетта в футбольной жизни отразилась и на развитии и Футбольной ассоциации и Футбольной лиги. Сильная конкуренция Англии с Шотландией принудила Бассетта развивать «отвращение» к шотландцам в течение карьеры, и в течение его 29-летнего руководства «Альбион» не приобрёл ни одного шотландского игрока.
Билли Бассетт умер в Уэст-Бромидже 8 апреля 1937 года в возрасте 68 лет.
Спустя 2 дня после его смерти, команда Бассетта после минуты молчания перед матчем не могли играть, потому что глаза их застилали слёзы.
Больше чем 100 000 человек наполнили улицы Уэст-Бромиджа во время похоронной процессии Бассетта.
В 2004 году его назвали одним из 16 самых великих игроков «Вест Бромвич Альбион» в опросе, организованном в часть 125-й годовщины клуба.

## Достижения

### Командные достижения
«Вест Бромвич Альбион»
- Обладатель Кубка Англии (2): 1888, 1892
- Итого: 2 трофея

Сборная Англии
- Победитель Домашнего чемпионата Великобритании (6): 1888, 1890 (разделённая победа), 1891, 1892, 1893, 1895
- Итого: 6 трофеев

### Личные достижения
- Лучший бомбардир Домашнего чемпионата Великобритании: 1889[1]

## Статистика выступлений
| Клуб                 | Сезон            | Лига | Лига | Кубок Англии | Кубок Англии | Итого | Итого |
| Клуб                 | Сезон            | Игры | Голы | Игры         | Голы         | Игры  | Голы  |
| -------------------- | ---------------- | ---- | ---- | ------------ | ------------ | ----- | ----- |
| Вест Бромвич Альбион | 1886/87          | -    | -    | 8            | 0            | 8     | 0     |
| Вест Бромвич Альбион | 1887/88          | -    | -    | 7            | 1            | 7     | 1     |
| Вест Бромвич Альбион | 1888/89          | 21   | 11   | 4            | 3            | 25    | 14    |
| Вест Бромвич Альбион | 1889/90          | 19   | 3    | 2            | 0            | 21    | 3     |
| Вест Бромвич Альбион | 1890/91          | 17   | 0    | 2            | 0            | 19    | 0     |
| Вест Бромвич Альбион | 1891/92          | 24   | 7    | 7            | 2            | 31    | 9     |
| Вест Бромвич Альбион | 1892/93          | 29   | 11   | 1            | 0            | 30    | 11    |
| Вест Бромвич Альбион | 1893/94          | 27   | 11   | 1            | 0            | 28    | 11    |
| Вест Бромвич Альбион | 1894/95          | 27   | 7    | 6            | 1            | 33    | 8     |
| Вест Бромвич Альбион | 1895/96          | 25   | 2    | 4            | 0            | 29    | 2     |
| Вест Бромвич Альбион | 1896/97          | 23   | 3    | 2            | 0            | 25    | 3     |
| Вест Бромвич Альбион | 1897/98          | 17   | 3    | 3            | 1            | 20    | 4     |
| Вест Бромвич Альбион | 1898/99          | 32   | 3    | 3            | 3            | 35    | 6     |
| Всего за карьеру     | Всего за карьеру | 261  | 61   | 50           | 11           | 311   | 72    |